# Јекатеринбург
Јекатеринбург (рус. Екатеринбу́рг) град је у централној Русији и административно средиште Свердловске области. Смештен је на источној страни Уралског планинског ланца. Главни је индустријски и културни центар Уралске федералне области. У периоду између 1924. и 1991. био познат као Свердловск (Свердло́вск) према бољшевичком лидеру Јакову Свердлову. Град се налази на реци Исет између Волго-Уралске области и Сибира, са популацијом од око 1,5 милиона становника, до 2,2 милиона становника у урбаној агломерацији. Јекатеринбург је четврти по величини град у Русији, највећи град у Уралском федералном округу и један од главних културних и индустријских центара Русије. Јекатеринбург је назван „трећом престоницом Русије“, јер је на трећем месту по величини своје привреде, културе, транспорта и туризма.
Јекатеринбург је познат по својој конструктивистичкој архитектури и такође се сматра „руском престоницом уличне уметности“.

## Географија
Јекатеринбург је смештен на азијској страни планине Урал. У близини града пролази граница Европе и Азије, па се Јекатеринбург сматра везом између два континента. Кроз град тече река Исет. У околини има много језера и расте густа зимзелена шума тајга. Језера Шарташ и Шувакиш улазе у простор града. Клима је континентална снежно-шумска, с кратким и благим летима и дугим јаким зимама у којима температура падне испод -45 °C.
Урал је врло богат рудама (посебно угљем и железном рудом). Рударство је темељ развоја индустрије у граду. Јекатеринбург је највећи град на Уралу и значајно цестовно и жељезничко чвориште. У Јекатеринбургу Транссибирска железница улази у Азију.

### Клима
| Клима Јекатеринбурга (1991–2020, екстреми 1831–садашњост) | Клима Јекатеринбурга (1991–2020, екстреми 1831–садашњост) | Клима Јекатеринбурга (1991–2020, екстреми 1831–садашњост) | Клима Јекатеринбурга (1991–2020, екстреми 1831–садашњост) | Клима Јекатеринбурга (1991–2020, екстреми 1831–садашњост) | Клима Јекатеринбурга (1991–2020, екстреми 1831–садашњост) | Клима Јекатеринбурга (1991–2020, екстреми 1831–садашњост) | Клима Јекатеринбурга (1991–2020, екстреми 1831–садашњост) | Клима Јекатеринбурга (1991–2020, екстреми 1831–садашњост) | Клима Јекатеринбурга (1991–2020, екстреми 1831–садашњост) | Клима Јекатеринбурга (1991–2020, екстреми 1831–садашњост) | Клима Јекатеринбурга (1991–2020, екстреми 1831–садашњост) | Клима Јекатеринбурга (1991–2020, екстреми 1831–садашњост) | Клима Јекатеринбурга (1991–2020, екстреми 1831–садашњост) |
| Показатељ \ Месец                                         | .Јан.                                                     | .Феб.                                                     | .Мар.                                                     | .Апр.                                                     | .Мај.                                                     | .Јун.                                                     | .Јул.                                                     | .Авг.                                                     | .Сеп.                                                     | .Окт.                                                     | .Нов.                                                     | .Дец.                                                     | .Год.                                                     |
| --------------------------------------------------------- | --------------------------------------------------------- | --------------------------------------------------------- | --------------------------------------------------------- | --------------------------------------------------------- | --------------------------------------------------------- | --------------------------------------------------------- | --------------------------------------------------------- | --------------------------------------------------------- | --------------------------------------------------------- | --------------------------------------------------------- | --------------------------------------------------------- | --------------------------------------------------------- | --------------------------------------------------------- |
| Апсолутни максимум, °C (°F)                               | 5,6 (42,1)                                                | 9,4 (48,9)                                                | 17,3 (63,1)                                               | 28,8 (83,8)                                               | 34,7 (94,5)                                               | 36,4 (97,5)                                               | 39,1 (102,4)                                              | 37,2 (99)                                                 | 31,9 (89,4)                                               | 24,7 (76,5)                                               | 13,5 (56,3)                                               | 5,9 (42,6)                                                | 39,1 (102,4)                                              |
| Максимум, °C (°F)                                         | −9,3 (15,3)                                               | −6,6 (20,1)                                               | 0,9 (33,6)                                                | 10,1 (50,2)                                               | 18,3 (64,9)                                               | 22,6 (72,7)                                               | 24,3 (75,7)                                               | 21,4 (70,5)                                               | 15,0 (59)                                                 | 6,9 (44,4)                                                | −2,6 (27,3)                                               | −7,8 (18)                                                 | 7,8 (46)                                                  |
| Просек, °C (°F)                                           | −12,6 (9,3)                                               | −10,8 (12,6)                                              | −3,6 (25,5)                                               | 4,7 (40,5)                                                | 12,2 (54)                                                 | 16,9 (62,4)                                               | 18,9 (66)                                                 | 16,2 (61,2)                                               | 10,4 (50,7)                                               | 3,6 (38,5)                                                | −5,4 (22,3)                                               | −10,7 (12,7)                                              | 3,3 (37,9)                                                |
| Минимум, °C (°F)                                          | −15,5 (4,1)                                               | −14,1 (6,6)                                               | −7,3 (18,9)                                               | 0,3 (32,5)                                                | 6,9 (44,4)                                                | 12,0 (53,6)                                               | 14,4 (57,9)                                               | 12,2 (54)                                                 | 6,8 (44,2)                                                | 1,0 (33,8)                                                | −7,8 (18)                                                 | −13,3 (8,1)                                               | −0,4 (31,3)                                               |
| Апсолутни минимум, °C (°F)                                | −44,6 (−48,3)                                             | −42,4 (−44,3)                                             | −39,2 (−38,6)                                             | −21,8 (−7,2)                                              | −13,5 (7,7)                                               | −5,3 (22,5)                                               | 1,5 (34,7)                                                | −2,2 (28)                                                 | −9,0 (15,8)                                               | −22,0 (−7,6)                                              | −39,2 (−38,6)                                             | −44,0 (−47,2)                                             | −44,6 (−48,3)                                             |
| Количина падавина, mm (in)                                | 25 (0,98)                                                 | 19 (0,75)                                                 | 25 (0,98)                                                 | 31 (1,22)                                                 | 47 (1,85)                                                 | 73 (2,87)                                                 | 93 (3,66)                                                 | 75 (2,95)                                                 | 45 (1,77)                                                 | 41 (1,61)                                                 | 33 (1,3)                                                  | 28 (1,1)                                                  | 535 (21,06)                                               |
| Дани са кишом                                             | 1                                                         | 1                                                         | 5                                                         | 13                                                        | 20                                                        | 20                                                        | 19                                                        | 22                                                        | 22                                                        | 17                                                        | 6                                                         | 1                                                         | 147                                                       |
| Дани са снегом                                            | 26                                                        | 23                                                        | 18                                                        | 10                                                        | 4                                                         | 0,4                                                       | 0                                                         | 0                                                         | 2                                                         | 13                                                        | 23                                                        | 25                                                        | 144                                                       |
| Релативна влажност, %                                     | 79                                                        | 75                                                        | 68                                                        | 60                                                        | 58                                                        | 63                                                        | 68                                                        | 73                                                        | 75                                                        | 75                                                        | 78                                                        | 79                                                        | 71                                                        |
| Сунчани сати — месечни просек                             | 47                                                        | 94                                                        | 164                                                       | 206                                                       | 256                                                       | 272                                                       | 269                                                       | 217                                                       | 143                                                       | 78                                                        | 51                                                        | 37                                                        | 1.834                                                     |
| Извор #1: Pogoda.ru                                       |                                                           |                                                           |                                                           |                                                           |                                                           |                                                           |                                                           |                                                           |                                                           |                                                           |                                                           |                                                           |                                                           |
| Извор #2: NOAA (sun 1961–1990)                            |                                                           |                                                           |                                                           |                                                           |                                                           |                                                           |                                                           |                                                           |                                                           |                                                           |                                                           |                                                           |                                                           |

## Историја
Град је основао Василиј Татишчев 1721. и назвао га је по Светој Катарини, имењакињи жене Петра Великог краљици Катарини I. Међутим за званичан датум оснивања града се узима 18. новембар 1723.
Убрзо након Руске револуције 17. јула 1918, цар Николај II Романов, Александра, и њихова деца Олга, Татјана, Марија, Анастазија и царевић Алексеј убијени су у Ипатијевој кући у овом граду од стране бољшевика. Борис Јељцин (први председник Руске Федерације) је 1977. наредио да се уништи ова кућа. На њеном месту је после пада комунизма изграђена црква.
Двадесетих година 20. века, Јекатеринбург је постао велики индустријски центар Русије. Тада је изграђен и Уралмаш, који је постао највећа фабрика тешке машинерије у Европи.
Током Другог светског рата, многе фабрике су премештене у Јекатеринбург из зараћених крајева углавном из Москве, и ту су и остајале након завршетка рата.
Шездесетих година за време Хрушчовљеве владе, изграђене су многе петоспратне грађевине по целом граду. Већина је и данас ту у Кировскију и Чкаловскију, и другим четвртима града.
У плану је и изградња комерцијалног центра Јекатеринбург Сити.

## Становништво
Према прелиминарним подацима са пописа, у граду је 2010. живело 1.350.136 становника, 56.599 (4,38%) више него 2002.
| 1939.   | 1959.   | 1970.     | 1979.     | 1989.     | 2002.     | 2010.     |
| ------- | ------- | --------- | --------- | --------- | --------- | --------- |
| 423.302 | 778.602 | 1.025.045 | 1.211.172 | 1.364.621 | 1.293.537 | 1.349.772 |

## Привреда

### Саобраћај
Овде се налази међународни аеродром Јекатеринбург - Кољцово.

## Градови побратими
- Плзењ
- Сан Хозе
- Гуангџоу